# (350509) Vepřoknedlozelo
(350509) Vepřoknedlozelo ist ein Asteroid des inneren Hauptgürtels. Er wurde am 14. Januar 2000 vom tschechischen Astronomen Miloš Tichý am Kleť-Observatorium (IAU-Code 046) nahe Český Krumlov entdeckt.
Der Asteroid wurde nach dem tschechischen Nationalgericht Vepřoknedlozelo benannt, das aus Schweinsbraten, Knödeln und Sauerkraut besteht.